# Din trofasta kärlek
Din trofasta kärlek (engelska: The steadfast love of the Lord never ceases) är en amerikansk psalm med text och musik skriven 1974 av författaren och tonsättaren Edith McNeil i USA. Texten är en parafras på Klagovisorna 3:22–23. Psalmen översatt till svenska 1981 av kantorn och pastorn Inga-Märtha Ericsson, som var verksam i Evangeliska Frikyrkan. Koralsatsen i Verbums psalmbokstilläggs koralbok är skriven av Jerker Leijon.

## Publicerad som
- Cantarellen 1997 som nummer 13.
- Sjung till vår Gud som nummer 20.[1]
- Verbums psalmbokstillägg 2003 som nummer 704 under rubriken "Lovsång och tillbedjan".[2]
- Psalmer och Sånger 1987 som nummer 830 under rubriken "Att leva av tro - Förtröstan - trygghet".[3]
- Ung psalm 2006 som nummer 258 under rubriken "Håll om mig – tårar, tröst och vila".[4]